# Wilhelmenia Fernandez
Wilhelmenia Wiggins Fernandez (Filadelfia, 5 de enero de 1949-2 de febrero de 2024) fue una actriz, cantante y soprano estadounidense.

## Biografía
Estudió en la Academy of Vocal Arts de Filadelfia y en la Escuela Juilliard de Nueva York debutando como Bess en Porgy and Bess de Gershwin en la Houston Grand Opera.
Ganó popularidad por el rol de la diva Cynthia Hawkins (personaje inspirado en las divas afroamericanas Jessye Norman y Shirley Verrett) en la película Diva de 1981, del director Jean-Jacques Beineix, donde interpretaba el aria Ebben? Ne andró lontana de La Wally y Aida.
Debutó en París como Musetta en la filmación de La bohème de Puccini junto a Giacomo Arragal y Kiri Te Kanawa y posteriormente en la New York City Opera en el mismo papel.
Ha actuado en teatros regionales de Francia, en Ginebra, Berlín y Barcelona. Sus más notables contribuciones son en el campo del musical, ha interpretado Carmen Jones en Londres ganando el Premio Laurence Olivier en 1992 y como Aida, the musical en Luxor, Egipto.